# André Van Herpe
Pour les articles homonymes, voir Herpe.
André Van Herpe, né le 26 novembre 1933 et mort le 26 mars 2024,, est un footballeur international belge actif durant les années 1950 et 1960. Il a disputé pratiquement toute sa carrière à La Gantoise, où il occupait le poste de milieu de terrain offensif.

## Carrière
André Van Herpe fait ses débuts en équipe première de La Gantoise en 1951 alors qu'il n'a encore que 18 ans. S'imposant rapidement dans le onze de base du club, il est appelé un an plus tard en équipe nationale juniors. Il forme un duo redoutable en milieu de terrain avec Richard Orlans, menant l'équipe à une place de vice-champion de Belgique en 1955 et trois fois à la troisième place en 1954, 1957 et 1958. Durant cette période, il est appelé dix fois chez les « Diables Rouges », pour lesquels il dispute sept rencontres et inscrit un but.
En 1962, il quitte le club et rejoint le Racing Club de Bruxelles, un ancien champion de Belgique retombé en troisième division. Après un an, le club fusionne avec une autre équipe bruxelloise, le White Star, pour former le Racing White et évoluer en deuxième division. Il y joue une saison puis s'en va au Stade Courtrai, en Promotion, où il dispute encore deux saisons avant de mettre un terme définitif à sa carrière de joueur en 1966.

## Statistiques
| Saison                | Club                  | Championnat           | Championnat | Championnat | Coupe(s) nationale(s) | Coupe(s) nationale(s) | Total | Total |
| Saison                | Club                  | Division              | M.          | B.          | M.                    | B.                    | M.    | B.    |
| 1951-1952             | KAA La Gantoise       | Division 1            | -           | -           | 0                     | 0                     | 0     | 0     |
| 1952-1953             | KAA La Gantoise       | Division 1            | -           | -           | 0                     | 0                     | 0     | 0     |
| 1953-1954             | KAA La Gantoise       | Division 1            | -           | -           | -                     | -                     | 0     | 0     |
| 1954-1955             | KAA La Gantoise       | Division 1            | -           | -           | -                     | -                     | 0     | 0     |
| 1955-1956             | KAA La Gantoise       | Division 1            | -           | -           | -                     | -                     | 0     | 0     |
| 1956-1957             | KAA La Gantoise       | Division 1            | -           | -           | 0                     | 0                     | 0     | 0     |
| 1957-1958             | KAA La Gantoise       | Division 1            | -           | -           | 0                     | 0                     | 0     | 0     |
| 1958-1959             | KAA La Gantoise       | Division 1            | -           | -           | 0                     | 0                     | 0     | 0     |
| 1959-1960             | KAA La Gantoise       | Division 1            | -           | -           | 0                     | 0                     | 0     | 0     |
| 1960-1961             | KAA La Gantoise       | Division 1            | -           | -           | 0                     | 0                     | 0     | 0     |
| 1961-1962             | KAA La Gantoise       | Division 1            | -           | -           | 0                     | 0                     | 0     | 0     |
| Sous-total            | Sous-total            | Sous-total            | 243         | 33          | -                     | -                     | 243   | 33    |
| 1962-1963             | Racing CB             | Division 3            | -           | -           | 0                     | 0                     | 0     | 0     |
| Sous-total            | Sous-total            | Sous-total            | -           | -           | 0                     | 0                     | 0     | 0     |
| 1963-1964             | Racing White          | Division 2            | -           | -           | 0                     | 0                     | 0     | 0     |
| Sous-total            | Sous-total            | Sous-total            | -           | -           | 0                     | 0                     | 0     | 0     |
| 1964-1965             | Stade Courtrai        | Promotion             | -           | -           | -                     | -                     | 0     | 0     |
| 1965-1966             | Stade Courtrai        | Promotion             | -           | -           | -                     | -                     | 0     | 0     |
| Sous-total            | Sous-total            | Sous-total            | -           | -           | -                     | -                     | 0     | 0     |
| Total sur la carrière | Total sur la carrière | Total sur la carrière | 243         | 33          | -                     | -                     | 243   | 33    |

## Sélections internationales
André Van Herpe compte dix sélections en équipe nationale belge, pour sept matches joués. Il dispute son premier match avec les « Diables Rouges » le 14 octobre 1956 face aux Pays-Bas et son dernier le 26 octobre 1958, contre la Turquie. Il inscrit un but lors d'un match en déplacement face à l'Islande.
Le tableau ci-dessous reprend toutes les sélections d'André Van Herpe. Les rencontres qu'il ne joue pas sont indiquées en italique. Le score de la Belgique est toujours indiqué en gras.
| Date       | Compétition                                  | Adversaire | Lieu      | Score | Remarque    |
| ---------- | -------------------------------------------- | ---------- | --------- | ----- | ----------- |
| 14/10/1956 | Match amical                                 | Pays-Bas   | Anvers    | 2-3   |             |
| 11/11/1956 | Éliminatoires Coupe du monde 1958 (Groupe 2) | France     | Colombes  | 6-3   |             |
| 28/04/1957 | Match amical                                 | Pays-Bas   | Amsterdam | 1-1   |             |
| 26/05/1957 | Match amical                                 | Roumanie   | Bruxelles | 1-0   |             |
| 05/06/1957 | Éliminatoires Coupe du monde 1958 (Groupe 2) | Islande    | Bruxelles | 8-3   |             |
| 04/09/1957 | Éliminatoires Coupe du monde 1958 (Groupe 2) | Islande    | Reykjavik | 2-5   | But inscrit |
| 27/10/1957 | Éliminatoires Coupe du monde 1958 (Groupe 2) | France     | Bruxelles | 0-0   |             |
| 17/11/1957 | Match amical                                 | Pays-Bas   | Rotterdam | 5-2   |             |
| 28/09/1958 | Match amical                                 | Pays-Bas   | Anvers    | 2-3   |             |
| 26/10/1958 | Match amical                                 | Turquie    | Bruxelles | 1-1   |             |